# Ghette da neve

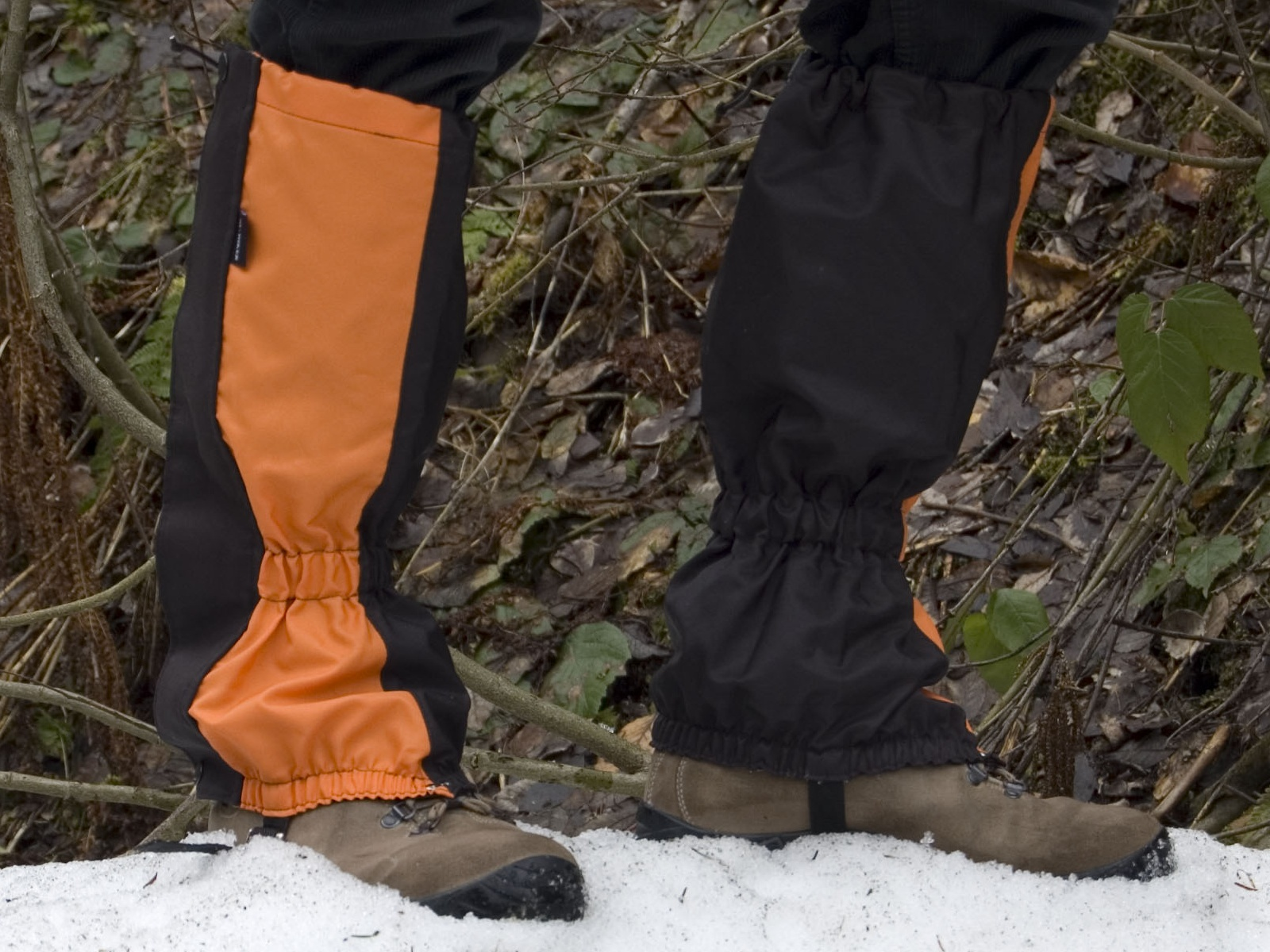
Ghette alte da neve

Le ghette da neve sono indumenti che vengono indossati per evitare che la neve entri nello scarpone quando questo ci affonda. Si tratta di un indumento tipico dell'alpinismo d'alta quota. In genere vengono utilizzate in situazioni in cui lo spessore di neve fresca è considerevole ma non superiore al mezzo metro, dove invece è preferibile l'utilizzo delle ciaspole.

## Struttura
Le più semplici sono fatte a tubo e si infilano come una calza. Una stringa o un elastico provvedono a fornire sia la chiusura superiore, che stringe il polpaccio, sia quella inferiore, che stringe lo scarpone.
Il modello più complesso ha forma rettangolare, spesso con becco d'oca. Si posiziona avvolgendolo intorno alla gamba e chiudendolo con velcro, cerniera lampo o bottoni automatici. Un laccio che unisce i lati inferiori, passando sotto la suola, impedisce alle ghette di risalire sulla gamba finendo per scoprire il bordo dello scarpone.
I materiali utilizzati sono tessuti il più possibile impermeabili, un tempo tela di canapa imbevuta d'olio o di grasso, poi tecnofibre e materiale plastico, mentre oggi soprattutto cordura, nylon e goretex. Le ghette più costose possono adoperare anche materiali più resistenti quali, per esempio, il kevlar.
Vengono solitamente distinte soprattutto per la loro altezza: 
- mezze ghette: corte, coprono solamente il punto di raccordo tra scarpone e gamba.
- ghette: alte fino al ginocchio, servono, oltre a non far entrare la neve nello scarpone, a non bagnare i pantaloni e i calzettoni, quando si portano pantaloni alla zuava.